# Улица Александровка (Зеленоград)
У́лица Алекса́ндровка (название с 2006 года, ранее проектируемый проезд 624) — улица в районе Крюково Зеленоградского административного округа города Москвы. Расположена между Новокрюковской улицей (бывший проектируемый проезд 623) и улицей Михайловка, фактически является продолжением Новокрюковской улицы.

## Происхождение названия
Названа по деревне Александровка, которая находилась на месте 14-го микрорайона (улица является северной границей этого микрорайона).

## Здания и сооружения
По нечётной стороне:
- корпуса 14-го микрорайона.

По чётной стороне (по ходу движения):
- 8 — родильный дом Городской больницы № 3,
- 10 — автобусная станция «14 микрорайон»: открытая площадка для стоянки автобусов и пункт отдыха водителей автобусов.

## Транспорт
По улице проходит городской автобусный маршрут № 16, а на пересечении с улицей Михайловка находится его конечная остановка. Остановки (от Крюкова): Пожарное депо, Корпус 1428, Корпус 1420 (конечная).